# Палладий (Раев)
Митрополи́т Палла́дий (в миру Па́вел Ива́нович Ра́ев, при рождении Пи́сарев; 20 июля [2 июня] 1827, село Пешелань, Арзамасский уезд, Нижегородская губерния — 5 [17] декабря 1898, Санкт-Петербург) — епископ Православной Российской Церкви; c 18 октября 1892 года вплоть до кончины — митрополит Санкт-Петербургский и Ладожский, первенствующий член Святейшего Синода.

## Биография
Родился в семье священника села Пешелань (Ивановское?) Нижегородской епархии — Иоанна Васильевича Писарева. 
Рано лишившись отца, Павел был отправлен на обучение в духовное училище при Нижегородском Благовещенском монастыре, затем в  Нижегородской духовной семинарии (вып. 1848). В училище преподавателем был его старший брат — иеромонах Поликарп (в миру Порфирий Писарев), записанный под фамилией Раев, и Павел также принял эту фамилию. Также в этом же училище учился еще один брат — Александр Раев (вып. 1844), будущий священник церкви Трех Святителей в Нижнем Новгороде.  Для сыновей священника Иоанна Писарева фамилия Раев стала родовой. 
Как лучший воспитанник семинарии Павел был направлен в Казанскую духовную академию, которую в 1852 году окончил со степенью магистра богословия и был определён учителем логики и психологии в Нижегородскую духовную семинарию, а также преподавателем татарского языка. В это время он женился. Его избранницей стала Анна Ивановна Покровская — дочь кафедрального нижегородского протоиерея, впоследствии архимандрита Иоакима (в миру Иоанн Львович Покровский), настоятеля Донского монастыря. 
На четвёртом году службы в семинарии, 15 августа 1856 года был рукоположён во священника к нижегородской Покровской церкви (не сохранилась).
В 1860 году овдовел, оставшись с детьми; 15 января 1861 года принял монашеский постриг с именем Палладий в честь преподобного Палладия, пустынника Антиохийского; 18 февраля 1862 года возведён в сан архимандрита.
С 28 августа 1863 года — инспектор Санкт-Петербургской духовной семинарии; с 2 декабря 1864 года — ректор Санкт-Петербургской духовной семинарии.
18 декабря 1866 года митрополитом Санкт-Петербургским Исидором (Никольским) в соборе Александро-Невской лавры хиротонисан во епископа Ладожского, первого викария Санкт-Петербургской епархии
С 15 июля 1869 года — епископ Вологодский и Устюжский. Желая видеть колокольню Софийского собора Вологды наиболее величественною и высокою в епархии, он указал выстроить новую соборную колокольню на месте колокольни середины XVII века.
С 13 июня 1873 года — епископ Тамбовский и Шацкий. «Прибытие его в Тамбов существенно оживило <...>  город: в монастырь, где он жил и обычно служил, стекались массы народа; служение его в том или другом приходском храме было событием для тамбовцев. Необычайно приветливый, благожелательный, он был самым драгоценным и желанным гостем всюду, где ни появлялся – на экзаменах, разных собраниях, актах торжественных, в домах граждан тамбовских, по случаю, например, праздников приходских и т.п.»
С 9 сентября 1876 года — епископ Рязанский и Зарайский: 12 апреля 1881 года был возведён в сан архиепископа.
С 21 августа 1882 года — архиепископ Казанский и Свияжский.   Здесь владыка Палладий открыл более 200 приходских школ.   При нем был построен новый корпус Казанского Богородицкого монастыря с Крестовоздвиженским храмом. Будучи учеником просветителя Николая Ивановича Ильминского, владыка Палладий безоговорочно поддерживал его педагогическую и миссионерскую систему. 15 января 1883 года своим указом он разрешил совершать богослужения на национальных языках без всяких ограничений. Во вновь создаваемые церковно-приходские школы в местных деревнях назначались учителя соответствующих национальностей, а занятия велись на родных языках.  В 1886 году при архиепископе Палладии было положено основание Царевококшайского Богородично-Сергиевского женского черемисского монастыря.
С 29 сентября 1887 года — архиепископ Карталинский и Кахетинский, Экзарх Грузии. Местная церковная жизнь была наполнена конфликтами на национальной почве — вследствие непродуманного поведения предыдущих руководителей экзархата.  Владыка Палладий достиг умиротворения среди паствы, разрешив спорные ситуации; завоевал добре расположение грузинского духовенства и дворянства тем, что почитал древние грузинские традиции. Под его руководством создан музей церковных древностей, при храме-усыпальнице над могилой святой равноапостольной Нины в Бодби открыт женский монастырь.  В 1888 году был пожалован бриллиантовым крестом для ношения на клобуке.
Высочайшим рескриптом от 18 октября 1892 года назначен «на кафедру царствующего града С.-Петербурга, с возведением в сан митрополита и в звание первенствующего члена Святейшего Синода». Прибыл в Санкт-Петербург 19 ноября того же года.
Любитель торжественных, «обстановочных» богослужений с большим числом сослужащих: «при пышной обстановке — суетливость, беготня, разговоры».
В день священного коронования императора Николая II и императрицы Александры Фёдоровны (14 мая 1896 года), совершение которого в Успенском соборе Московского Кремля он возглавил, Высочайшим рескриптом был пожалован бриллиантовым крестом для ношения на митре (также как и сослужившие ему митрополиты Киевский Иоанникий (Руднев) и Московский Сергий (Ляпидевский)).
Распорядился значительно расширить трапезную Александро-Невской лавры — после перестройки она превратилась в просторный двусветный зал с окнами в два яруса, оформленный с дворцовой роскошью. 23 марта 1897 года освятил в ней церковь Покрова и преп. Палладия, располагавшуюся на хорах в восточной части трапезной.
Заболев в конце 1898 года, благословил совершить над собою таинство елеосвящения и, причастившись святых тайн, 5 декабря, в 2 часа 40 минут утра, тихо и мирно скончался. Заупокойные богослужения возглавлял архиепископ Финляндский Антоний (Вадковский).
Был похоронен в Исидоровской церкви Александро-Невской Лавры. Поминальный обед был дан в лаврской трапезной от 2-х сыновей покойного. Старший сын — Николай Павлович Раев — впоследствии стал последним обер-прокурором Святейшего Синода царского времени, младший — Владимир Павлович Раев (1859—1919), доктор медицины (1891), почетный лейб-медик, тайный советник, врач Крестовоздвиженской общины сестер милосердия в Санкт-Петербурге.
При закрытии Исидоровской церкви в 1932 году останки были перенесены на Братское кладбище Лавры.

## Сочинения
- «Признаки истинности православного христианства и лживости мухаммеданства» // «Миссионерский противомусульманский сборник». Вып. 9. — Казань, 1875.
- «Слова и речи». Архивная копия от 17 ноября 2021 на Wayback Machine — Рязань, 1880.
- «Речь при вступлении в управление Казанской паствою» // «Православный собеседник». — 1882, ноябрь. — С. 191—204.
- «Речь новопоставленному иноку Александру Вадковскому, постриженному с именем Антония» // «Православный собеседник». — 1883, март. — С. 304—306.
- «Слово в день Благовещения Пресвятыя Богородицы» // «Православный собеседник». — 1883. — С. 1—8.
- «Слово в день святителей и чудотворцев Казанских Гурия, Варсонофия и Германа» // «Православный собеседник». — 1883, октябрь, с. 1-8.
- «Слово в неделю святых праотец» // «Православный собеседник». — 1883, декабрь, с. 1-6.
- «Речь перед дворянскими выборами 16 января 1884 года» // «Православный собеседник». — 1884, январь, с. 1-4.
- «Слово в день Сретения Господня» // «Православный собеседник». — 1884, февраль, с. 1-8.
- «Слово в день тысячелетия со дня блаженной кончины св. Равноапостольного Мефодия» // «Православный собеседник». — 1885, апрель, с. 337—343.
- «Слово по случаю столетнего юбилея со дня пожалования дворянской грамоты» // «Православный собеседник». — 1885, май, с. 1-3.
- «Слово в день явления Казанской иконы Божией Матери» // «Православный собеседник». — 1885, июль, с. 1.
- «Речь, произнесенная в Казанском соборе 23 июня 1887 г.» // «Православный собеседник». — 1887, июль, с. 251—252.
- «Речь по возвращении после присутствования в Свящ. Синоде, произнесенная 14 июня 1887 г.» // «Православный собеседник». — 1887, июль, с. 249—250.
- «Из поучений Высокопреосв. Палладия, Митрополита СПБ и Ладожского». «Народная Академия», кн. 1 Изд. С. Г. Рункевича. — СПб., 1895.
- «Доброе слово» // «Церковный вестник». — 1895. — № 47. — С. 1503.
- «Приветственная речь в Тифлисе» // «Прибавление к „Церковному вестнику“». — 1888. — № 41. — С. 1123.